# Robert Markovič
Robert Markovič (40–45 let) je český taxikář společnosti Uber, který jako první v České republice dostal experimentální lék remdesivir.

## Koronavirus
U Roberta Markoviče byl v březnu 2020 jako první potvrzen v ČR komunitní přenos, který nemá vazbu na Itálii, odkud se koronavirus do ČR dostal. První byl převezen do Thomayerovy nemocnice s podezřením na zápal plic, po 5 dnech jej převezli do Všeobecné fakultní nemocnice, kde se léčil dva měsíce. Jeho stav se 11. března zhoršil a byl připojen k umělé plicní ventilaci a následně i na mimotělní oběh. Jako první pacient v ČR dostal experimentální lék remdesivir. Jeho stav se pak počátkem dubna zlepšil a 20. dubna byl po 43 dnech hospitalizace propuštěn do domácího léčení.